# Árpád Bárány
Árpád Bárány (* 24. června 1931 Budapešť, Maďarsko) byl maďarský sportovní šermíř, který se specializoval na šerm kordem. Maďarsko reprezentoval v padesátých a šedesátých letech. Na olympijských hrách startoval v roce 1960 a 1964 v soutěži družstev. V roce 1957 obsadil druhé místo na mistra světa v soutěži jednotlivců. S maďarským družstvem kordistů vybojoval zlatou olympijskou medaili v roce 1964 a v roce 1959 vybojoval s družstvem titul mistra světa.